# 枚方市立招提小学校
枚方市立招提小学校（ひらかたしりつ しょうだいしょうがっこう）は、大阪府枚方市招提東町二丁目にある公立小学校。
1972年に枚方市立殿山第二小学校より分離開校した。なお分離元の殿山第二小学校はかつて、地域が北河内郡招提村だった時代（1935年まで）に、同名の招提小学校を名乗っていたことがある。学校名の正式な表記は1975年に実施された住居表示に合わせて「しょうだい」となっているが、地元では「しょだい」小学校と呼ばれている。

## 沿革
- 1972年4月1日 - 枚方市立招提小学校として開校。
- 1972年6月26日 - 校舎施設設置が完了。この日を創立記念日とする。
- 1980年4月1日 - 校区変更。従来の校区の一部（高野道1丁目）を、枚方市立船橋小学校校区へ編入。
- 1981年4月1日 - 枚方市立平野小学校を分離。
- 2002年12月14日 - ビオトープ完成式。

## 通学区域
- 枚方市 招提元町1-4丁目、招提中町2丁目（一部を除く）、招提中町3丁目、招提南町2丁目（一部を除く）、招提南町3丁目、招提東町1-3丁目。

卒業生は基本的に枚方市立招提中学校へ進学する。

## 交通
- 京阪バス 招提中町バス停。
- 京阪本線 牧野駅 南西へ約2.5km。